# Oroszlánkő vára (Magyarország)
Oroszlánkő, Csáky-vár, Csáki-vár, Cset vagy Oroszlán vára egy mára elpusztult vár a Vértesben. A Csák nemzetség ősi szálláshelyéhez tartozott, melynek nevét 1383-ban említették Oroszlankew formában. A vár mindenfelől mély árokkal és sánccal volt körülvéve. Romjai a mai Oroszlánytól délkeletre az Országos Kéktúra mentén, a Vértes hegység Öregbükk nevű hegye felé a vérteskozmai határban állnak, de a romokat mára már benőtte az erdő.

## Története
A Vértes erdőségeinek nagy részét Árpád adományozásai folytán Előd ivadékai, a Csákok birtokolták.
„Árpád vezér innen (Bodajk hegyétől) kelet felé Elődnek, Szabolcs apjának nagy erdőt adott, melyet most Vértesnek hívnak a németek otthagyott vértjeiről. Ez alatt az erdő alatt, a Fertő-mocsár mellett Szabolcs unokája Csák sok idő múltán várat emelt.” - Anonymus: Gesta Hungarorum
„…származott Csák nemzetsége; mondják, ama mezőségen és helyen telepedett meg, ahol most Csákvára fekszik pusztultan. Ezt a várat Szabolcs kapitány alapította, halála után azonban Csák atyafiságával és családjával a maga nevéről neveztette; előbb ugyanis Szabolcs várának hívták. Szár László fiai, András, Béla és Levente idejében ezt a várat a magyarok egyetértő akarattal rontották le.” - Képes krónika
Csákvár később a Rozgonyi és Török családok birtokába került és a gesztesi vár tartozéka lett. Romjait mára már nem lehet fellelni.
Nevét az oklevelekben 1289-ben említik először Vruslanku ,(Dl.72 508), majd 1326-ban, Orozlanku  (Veszpr.k.m.lt) néven.
1289-ben a majki prépost Oroszlánkőn foglalta írásba /Hontpázmány nemzetségbeli/ Szegi Iwanka comes végrendeletét, ahol jelen volt a Csák nembeli Márk özvegye és két fia, István és Péter.
1326-ban ugyanez István fiai, Péter és István átadták cserébe a falut Károly Róbert királynak.
A kettős elnevezésből arra lehet következtetni, hogy a Csákok Trencséni ágához tartozó Márk, vagy már apja, I. Máté Cset falu felett épített egy Oroszlánkő nevű várat, melyet valószínűleg III. András 1295 után Márk fia István hűtlensége miatt leromboltatott. Oroszlánkő ugyanitt utóbb várként nem szerepel.
1473-ban és 1536-ban még említették, de 1543-ban, Esztergom és Fehérvár elfoglalása után, a török seregek a hozzá tartozó faluval együtt elpusztították. A terület 1629-ben az Eszterházyak tulajdonába került. A XVIII. század első felében Eszterházy Antal felvidéki evangélikus szlovákokat költöztetett az akkor még Puszta Oroszlánkő nevű lakatlan településre. A vár romjai akkor még álltak, melynek a köveit új házakhoz és a majki kolostor építéhez használták fel.
Az 1937-es térképen Csáki vár néven még szerepel. (Györffy György: Fejér vármegye az Árpádok korában.)